# Coelogyne stricta
Coelogyne stricta là một loài thực vật có hoa trong họ Lan. Loài này được (D.Don) Schltr. mô tả khoa học đầu tiên năm 1919.